# Île Sonora
L'île Sonora (en anglais : Sonora Island) est une île des îles Discovery, dans le détroit de Johnstone, en Colombie-Britannique, au Canada. 